# Valdieu-Lutran
Valdieu-Lutran – miejscowość i gmina we Francji, w regionie Grand Est, w departamencie Górny Ren.
Według danych na rok 1990 gminę zamieszkiwały 274 osoby, a gęstość zaludnienia wynosiła 53 osób/km² (wśród 903 gmin Alzacji Valdieu-Lutran plasuje się na 612. miejscu pod względem liczby ludności, natomiast pod względem powierzchni na miejscu 476.).